# Бор (Талицкий муниципальный округ)
Бор — деревня в Талицком городском округе Свердловской области, подчинена Куяровской сельской управе.

## Географическое положение
Деревня Бор расположена на правом берегу реки Куяр, примерно в 24 километрах по автодороге к западу от города Талицы. Высота центра деревни над уровнем моря — 98 метров
В деревне числятся улица Победы и Западный переулок. Улица Победы фактически является стержнем деревни. Улица вытянута вдоль Куяра на 1,4 километра, а Западный переулок — на 200 метров поперёк улицы.
Южнее деревни с запада на восток проходит автомагистраль Р351 (Екатеринбург — Тюмень). Возле Бора есть автобусная остановка междугородних автобусов. К югу от автодороги и чуть ниже по течению Куяра расположена соседняя деревня Ососкова.

## Инфраструктура
В деревне расположен Боровский дом-интернат для престарелых и инвалидов.

## Население
| 2002 | 2010 | 2021 |
| ---- | ---- | ---- |
| 245  | ↘237 | ↘212 |